# 柳家小蝠
柳家 小蝠（やなぎや こふく）は、東京の落語家の名跡。現在は空き名跡。
- 初代柳家小蝠 - 後∶五代目三升家小勝
- 柳家小蝠 - この間にもう1人いたとも思われる
- 二代目柳家小蝠 - 後∶二代目柳家小せん
- 三代目柳家小蝠 - 後∶五明楼春輔
- 四代目柳家小蝠 - 現∶二代目柳家蝠丸
- 五代目柳家小蝠 - 本項にて記述

五代目 柳家 小蝠（やなぎや こふく、1975年11月16日 - 2018年1月12日）は、群馬県高崎市矢中町出身の落語家。落語芸術協会所属。出囃子は『春雨のおくり』または『ああそれなのに』。本名：新井 淳一。

## 来歴
中学時代に落語に興味を持つ。桐生第一高校卒業。
1994年5月、七代目立川談志に入門、前座名「志っ平」となる。2001年、上納金の元金は収めたものの、罰金3倍付けの2倍分が払えなかったため、談志から破門される。その後、十代目桂文治門下に移籍、「前助」に改名。2004年の文治没後は兄弟子二代目柳家蝠丸の預かり弟子になる。
2005年2月、二ツ目に昇進し、師匠蝠丸の前名「小蝠」を襲名する。2014年5月、八代目春風亭柏枝、神田京子と共に真打昇進。
2018年1月5日のお江戸広小路亭での高座を最後にインフルエンザが悪化し、同月9日に都内の病院に緊急搬送、同月12日15時50分、肺炎のため死去。42歳没。晩年は糖尿病を患い、人工透析も必要だったという。葬儀・告別式は、21日に町屋斎場で営まれた。
1月24日にお江戸日本橋亭で開催予定だった「小蝠前進の会」は、急逝を受け公演タイトルはそのまま追悼公演として内容を変更して開催された。

## 芸歴
- 1994年5月 - 七代目立川談志に入門、前座名「志っ平」。
- 2001年 - 十代目桂文治門下に移籍、「前助」に改名。
- 2004年 - 文治没後、兄弟子二代目柳家蝠丸の預かり弟子になる。
- 2005年2月 - 二ツ目昇進、「五代目柳家小蝠」を襲名。
- 2014年5月 - 真打昇進。

## 人物
アメリカンドッグが好物だった。家のすぐ近くのファミリーマートでは、アメリカンドッグが出来上がる時間になると現れるというのでバイトの間では「ドッグ」と呼ばれていた。告別式や追悼公演の楽屋には、コンビニで購入されたアメリカンドッグが多数供えられた。
夫人は元落語家の春風亭小町（春風亭柳昇門下）。